# Clément Mignon (triathlon)
Pour les articles homonymes, voir Mignon (homonymie).
Clément Mignon né le 25 janvier 1999 à Angoulème est un triathlète français, champion de France de triathlon longue distance en 2021 et vainqueur sur Ironman 70.3.

## Biographie

### Jeunesse
Clément Mignon est né à Angoulème en 1999. Après dix ans de natation dans sa ville natale, il se lance dans le triathlon à l'âge de dix-sept ans.

### Carrière en triathlon
En 2021, il remporte un grand nombre de victoires en triathlon longue distance, l'Alpe d'Huez, Gérardmer, Ironman 70.3 Andorre, Gorges de l’Ardèche et le championnat de France longue distance à Cagnes-sur-mer. L'année suivante, il remporte l'Ironman 70.3 Pays d'Aix sous une forte chaleur, trente-deux degrés.
En mai 2023, il remporte les championnats du monde de triathlon longue distance 2023 à Ibiza.
Qualifié pour les championnats du monde d'Ironman 2024, il abandonne au 40e kilomètre de la partie vélo victime de maux de tête,.

### Vie privée
Clément Mignon obtient une licence en ergonomie du sport à l'Université d'Aix-Marseille en 2020. Il fréquente Marjolaine Pierré depuis 2021, vice-championne de France longue distance. Ensemble, ils finissent 3e  du « championnat du monde de couple de triathlon » 2022 à Tierra Verde, en Floride.

## Palmarès
Le tableau présente les résultats les plus significatifs (podium) obtenus sur le circuit national et international de triathlon depuis 2021,,.
| Année | Compétition                           | Pays      | Position           | Temps           |
| ----- | ------------------------------------- | --------- | ------------------ | --------------- |
| 2024  | Ironman 70.3 Sables d'Olonnes         | France    | Médaille de bronze | 3 h 40 min 37 s |
| 2024  | Ironman Texas                         | France    | Médaille d'or      | 7 h 48 min 37 s |
| 2023  | Triathlon Royan                       | Espagne   | Médaille d'or      | 4 h 1 min 8 s   |
| 2023  | Ironman France                        | France    | Médaille d'or      | 8 h 17 min 39 s |
| 2023  | Championnats du monde longue distance | Espagne   | Médaille d'or      | 5 h 17 min 17 s |
| 2022  | Triathlon Royan                       | Espagne   | Médaille d'or      | 3 h 53 min 31 s |
| 2022  | Triathlon de Gérardmer LD             | France    | Médaille d'or      | 4 h 18 min 33 s |
| 2022  | Ironman Allemagne                     | Allemagne | Médaille de bronze | 7 h 58 min 42 s |
| 2022  | Ironman 70.3 Pays d'Aix               | France    | Médaille d'or      | 3 h 50 min 49 s |
| 2022  | Ironman 70.3 Mallorca                 | Espagne   | Médaille d'argent  | 3 h 58 min 13 s |
| 2022  | Challenge Mogán Gran-Canaria          | Espagne   | Médaille d'argent  | 3 h 45 min 1 s  |
| 2021  | Triathlon de Gérardmer LD             | France    | Médaille d'or      | 4 h 25 min 7 s  |
| 2021  | Triathlon EDF Alpe d'Huez LD          | France    | Médaille d'or      | 5 h 39 min 9 s  |
| 2021  | Ironman 70.3 Andorre                  | Andorre   | Médaille d'or      | 4 h 22 min 55 s |
| 2021  | TriGames Cagnes-Sur-Mer               | France    | Médaille d'or      | 4 h 8 min 6 s   |
| 2021  | Championnat de France longue distance | France    | Médaille d'or      | 4 h 8 min 6 s   |